# Design rule for Camera File system
Design rule for Camera File system (DCF) — спецификация JEITA (CP-3461), определяющая правила проектирования файловой системы для цифровых фотоаппаратов, в том числе структуру каталогов, метод присвоения имён файлов, набор символов, формат файла и формат метаданных. В настоящее время это де-факто отраслевой стандарт для цифровых фотокамер. Формат файла DCF соответствует спецификации Exif, при этом спецификация DCF также позволяет использовать любые другие форматы.
Последней версией стандарта является 2.0 (издание 2010 года).

## Файловая система
Для того, чтобы гарантировать совместимость, DCF определяет файловую систему для изображения и звуковых файлов, которые будут использоваться на отформатированных DCF-носителях съёмной или несъёмной памяти, FAT12, FAT16, FAT32 или exFAT. Носители с ёмкостью более 2 ГБ необходимо предварительно отформатировать с помощью файловой системы FAT32 или exFAT.
Стандарт DCF определяет атрибут «только для чтения», когда файл и каталог файловых систем FAT могут быть использованы для защиты файлов и папок от случайного удаления. Другие существующие атрибуты не имеют никакого специального определённого применения в DCF.

## Каталоги и файловая структура
Пример каталоговой и файловой структуры DCF 2.0:
- Root
  - DCIM (directory)
    - 100ABCDE (a DCF directory)
      - ABCD0001.JPG (a DCF basic file or DCF optional file)
      - ABCD0002.JPG
      - ABCD0003.TIF (a DCF extended image file)
      - ABCD0003.THM (a DCF thumbnail file for extended image file; it is not allowed for «.JPG» files)
      - ABCD0004.WAV (a DCF object need not include an image file)
      - ABCD0005.JPG
      - ABCD0005.WAV (a DCF object formed by naming non-image file with the same file number as an image file)
      - ABCD9999.JPG
      - README.TXT (other file names and extensions may be assigned freely)
      - ETC (directories other than DCF directories are also allowed; they shall not have the same name as DCF file)

    - 999ABCDE (a DCF directory)
      - ABCD0001.JPG (a DCF basic file or DCF optional file)
      - … etc.

## DCF-объекты
Объект DCF является отдельным файлом (например, ABCD0001.JPG) или группой файлов с одинаковым регистрационным номером файла. Объекты DCF используются для файлов, связанных друг с другом, например, файла изображения и связанного с ним аудиофайла. Связанные файлы обрабатываются вместе для удобства пользователей. Файлы в каталогах, которые не расположены в каталоге DCF, не являются компонентами DCF-объектов.
Спецификация DCF определяет файлы, включённые в объектах DCF:
- основной файл DCF — файл изображения с расширением «.JPG», соответствующего спецификации Exif; использует цветовое пространство SRGB.
- дополнительный файл DCF — файл изображения с расширением «.JPG», соответствующего спецификации Exif, используется, когда изображение проходит обширную обработку, особенно в профессиональных целях; использует дополнительное цветовое пространство DCF.
- расширенный файл изображения DCF — файл с иным расширением имени файла и структуры данных, чем «JPG» или «THM».
- файл миниатюры DCF — файл с миниатюрами изображений с расширением «.THM», используется для расширенного файла изображения; использует цветовое пространство SRGB и сжатие JPEG.

Файлы, не указанные в спецификации DCF (с другими расширениями и структурами данных, например, «TXT», «WAV», «TIF» и т. д.), также могут быть включены в объекте DCF.

## DCF-media
DCF-media определяется как съёмная память, записанная в соответствии со спецификацией DCF или съёмная и несъёмная память, к которой файловая система может получить доступ с внешнего устройства через IF (по проводной или беспроводной связи).